# Monetazione di Velecha
In ambito numismatico sono ben note alcune monete in bronzo, alcune delle quali recano l'epigrafe Velecha, espressa in un alfabeto osco encorio derivato dall'alfabeto greco, spesso abbreviata in Ve.
Le monete di Velecha sono riportate nei principali cataloghi di numismatica.
Una prima classificazione si deve a padre Raffaele Garrucci, che le raggruppò in due serie: nella prima serie tutte le monete fuse, che presentano sul dritto il simbolo del dio Helios e sul rovescio a volte i simboli stilizzati del Sole e della Luna, altre volte una testa di cavallo; in una seconda serie tutte le monete in bronzo coniate.
La sede della zecca è ignota, ma secondo l'ipotesi più accreditata Velecha potrebbe corrispondere all'antica Volcei, in Lucania; tuttavia l'austriaco Leopold Welzl von Wellenheim, basandosi sulle raffigurazioni riportate sulle monete, ritiene più plausibile che queste fossero state coniate in Campania, presso Capua o Atella, mentre il britannico Edward Togo Salmon non esclude che Velecha si trovasse nel territorio dei Sabatini, stanziati forse nella valle del Sabato. Lo storico tedesco Heinz-Eberhard Giesecke ipotizza invece che le monete provenissero da Rubi, in Apulia.

## Prima serie
La prima moneta della prima serie è un triente fuso (al dritto testa radiante di Helios, ai lati segno di valore oooo, al rovescio testa di cavallo girata a sinistra, sopra VE, con sotto il segno di valore oooo). Sono noti tre esemplari di peso variabile (Glasgow 53,5 g - Berlino 45,20 g - Berlino 36,14 g).
La seconda moneta della prima serie è un sestante fuso (al dritto testa radiante di Helios, sotto il segno di valore oo, al rovescio testa di cavallo girata a sinistra, sotto VE, a sinistra segno di valore oo), del quale sono noti sei esemplari di peso molto variabile (Roma 26,20 g - Berlino 24,47 g - Berlino 18,95 g - Parigi 21,02 g - NAC 20,59 g - Londra 18,40 g).
La terza moneta della prima serie è un’oncia fusa (al dritto testa radiante di Helios, con sotto il segno di valore o, al rovescio testa di cavallo voltata a destra, sotto VE, a destra segno di valore o), della quale son noti due esemplari, di peso molto diverso (Roma 19,30 g ed ex-Gotha 13,10 g).
Le tre monete della prima serie, se ci riferiamo ai valori più alti di peso fra gli esemplari noti del triente (53,52g = 48 scrupoli circa) e del sestante di (26,20 g = 24 scrupoli circa) nonché a quello più basso dell’oncia di (13,10 g = 12 scrupoli circa), vanno presumibilmente inquadrate fra quelle emesse con piede osco-campano all’epoca della riduzione semilibrale (asse pari a 144 scrupoli = 163,5 g), avviata presumibilmente nelle fasi iniziali della guerra annibalica.
È da presumere che Velecha all’epoca rientrasse nel novero delle città e popolazioni dell'Italia centro-meridionali a vario titolo nell’orbita di Roma autorizzate a emettere proprie monete. Nello stesso tempo è da escludere che queste monete di Velecha possano appartenere al sistema decimale basato sulla libbra italica orientale (di circa 379 g), in auge nei territori ricadenti nelle odierne regioni di Marche, Romagna e Abruzzo orientale (Emettono ad esempio monete con tale metrologia la picena Hatria, l’umbra Ariminum, i Vestini).
Per quanto riguarda la testa del Sole radiante al dritto, si potrebbe suggestivamente scorgervi una grezza trasposizione della testa di ninfa presente sulle monete emesse in precedenti periodi da alcuni altri centri campani, come quelle dei misteriosi Fenserni.

## Seconda serie
La prima moneta della seconda serie è costituita da un semisse fuso (al dritto testa radiante di Helios, con a sinistra segno di valore oooooo; al rovescio Luna crescente sormontata da stella con 9 raggi e 6 punti, con sotto il segno di valore oooooo), di cui son noti due soli esemplari, entrambi a Berlino (36,65 g e 33,53 g).
La seconda moneta è costituita da un triente fuso (al dritto testa radiante di Helios, con a sinistra segno di valore oooo; al rovescio Luna crescente sormontata da stella con 7 raggi e 4 punti, con sotto il segno di valore oooo), di cui è noto un solo esemplare, anch’esso a Berlino (25,84 g).
La terza moneta è costituita da un quadrante fuso (al dritto testa radiante di Helios, con a sinistra segno di valore ooo in verticale; al rovescio Luna crescente sormontata da stella con sei raggi e un punto, a destra segno di valore ooo), di cui son noti due soli esemplari, il primo a Berlino (18,22 g), l’altro nella collezione Rusconi (15,45 g).
La quarta moneta della seconda serie è costituita da un sestante fuso (al dritto testa radiante di Helios, con a sinistra segno di valore oo in verticale; al rovescio Luna crescente sormontata da stella con sei raggi, a destra segno di valore oo), di cui è noto un solo esemplare, a Roma (10,79 g).
La quinta moneta è costituita da una bioncia coniata (al dritto testa radiante di Helios con in basso segno di valore oo; al rovescio un elefante avanzante a destra, sopra la scritta Velecha in caratteri greci, all'esergo il segno di valore oo), di cui son noti quattro esemplari, di peso variabile (Berlino 13,93 g - New York 12,25 g - Monaco 11,98 g - Parigi 10,88 g). I primi tre di questi esemplari risultano riconiati, l’esemplare di Berlino su moneta mamertina.
Di particolare interesse è il confronto tra la bioncia di Velecha e quella di Atella: sul rovescio è impresso lo stesso identico elefante, richiamo ad Annibale, mentre sul dritto è impressa la stessa identica immagine del Sole radiante, indizio di una zecca comune.
La sesta moneta è costituita da un’oncia coniata (al dritto testa radiante di Helios senza il segno di valore; al rovescio testa di cavallo girata a destra, con sopra la scritta Velecha in caratteri greci e all'esergo il segno di valore o), di cui sono noti quattro esemplari, di cui uno a Parigi (5,52 g) e gli altri tre a Berlino (rispettivamente 7,41 g - 6,85 g - 4,70 g); un esemplare di Berlino (6,85 g) risulta riconiato su semuncia semilibrale romana.
Le monete del secondo gruppo hanno dei valori di peso che le riportano alla riduzione quadrantale, avvenuta nel corso della guerra annibalica, presumibilmente subito dopo Canne. Esse rientrano nella categoria delle emissioni effettuate, nel corso della guerra annibalica, da parte di quei centri che insieme a Capua si erano ribellati a Roma, nell’arco di tempo intercorso dalla defezione alla riconquista romana della città (216-211 a.C.).
La raccolta di gran parte delle monete di VELECHA si deve a Julius Friedländer, che operò numerosi ritrovamenti in Campania prima di diventare direttore del Münzkabinett di Berlino.

### Collezioni
- Hunterian I (Catalogue of Greek coins in the Hunterian Collection University of Glasgow – Vol. I: Italy, Sicily, Macedon, Thrace and Thessaly; by George MacDonald; Glasgow 1899) pag. 13;

- Sylloge Nummorum Graecorum; The Collection of the American Numismatic Society (SNG ANS II); Part II Lucania; New York 1972) al numero 1442;

- Sylloge Nummorum Graecorum France (SNG France), vol. 6.1, Departement des monnaies, medailles et antiques. Italie: Etrurie - Calabre; Paris 2003), ai n. 1210-1212;